# La Habanera (opéra-comique)
Pour le film homonyme, voir La Habanera.
La Habanera est un opéra-comique composé par Raoul Laparra et créé en 1908 à l'Opéra Comique, à Paris.

## Argument
L’action se déroule dans un petit village paysan de Castille. Un fermier, Pedro, et une jeune fille, Pilar, sont amoureux et doivent se marier. Cependant, le frère de Pedro, Ramon, lui aussi fermier, est également entiché de Pilar. 

### Acte I
Alors que les villageois dansent lors d'une fête animée par trois guitaristes aveugles, Ramon prévoit de tuer son frère pour éventuellement prendre sa place dans le cœur de Pilar. Les trois protagonistes se retrouvent, mais Pilar entend l’air de La Habanera et part danser, laissant seuls les deux frères. Ramon poignarde alors mortellement Pedro avec sa navaja (un long couteau espagnol). Avant de mourir, Pedro comprend la jalousie de Ramon, et annonce qu’il reviendra un an moins un jour plus tard, et que son frère le saura en entendant La Habanera. 
Pilar et les villageois découvrent la mort de Pedro, et son père fait jurer à Ramon de retrouver le meurtrier de son frère.

### Acte II
Un an plus tard, par un soir d’automne, Pilar, Ramon et son père se regroupent à la nuit dans la cour de la ferme pour se souvenir du défunt. On frappe alors à la porte ; Pilar ouvre, il s’agit de trois musiciens aveugles, accompagnés du fantôme de Pedro, que seul Ramon peut voir. Elle les fait rentrer et leur donne à manger ; en échange, ils commencent à jouer. Lorsqu’ils entament l’air de La Habanera, le fantôme parle, et explique que d’ici le lendemain, Pilar le rejoindra dans la tombe si Ramon ne leur dit pas la vérité.

### Acte III
Ramon et Pilar se rendent sur la tombe de Pedro pour lui rendre hommage, un an jour pour jour après sa mort. Un chœur de voix lugubres se fait entendre, semblant sortir de la terre. Ramon, se souvenant des mots du fantôme la veille au soir, tente d’avouer le meurtre à Pilar, mais elle s’effondre au fur et à mesure sur la tombe, semblant s’assoupir, en répétant « Je m’endors ». Ramon fait de son mieux pour essayer de la sortir de sa torpeur, mais il ne parvient pas à se dénoncer, et se rend compte que Pilar est morte.

## Histoire
L’écriture de La Habanera débute lors d'un voyage de Raoul Laparra à Burgos et Madrid, entre 1900 et 1902. Il y élabore le livret et la plupart de la musique pour sa pièce. Le compositeur remporte ensuite le prix de Rome en 1903, et séjourne dans la capitale italienne de 1904 à 1907, où il achève les orchestrations de La Habanera.
La première de l’opéra a lieu à l'Opéra Comique le 26 février 1908. Le spectacle reste seulement 24 jours à l’affiche de la salle, mais cette série de représentations est suivie d'une tournée en Europe (notamment à Marseille et Bordeaux en France, mais aussi en Belgique, en Italie ou en Suisse), avant un retour à l'Opéra Comique en 1922. Des représentations ont aussi lieu au Metropolitan Opera de New York en 1924.
La pièce est la première d’une suite de trois opéras à thème hispanique créés par Laparra à Paris : elle est suivie par La Jota en 1911 (toujours à l'Opéra Comique) et L'illustre fregona en 1931 (cette fois à l'opéra Garnier). L’auteur explique avoir souhaité retranscrire l’Espagne rurale, villageoise, par opposition aux scènes de Carmen, se déroulant à Séville.
La Habanera est reprise plus récemment à Dijon en 1972.

## Distribution

### Première à l'Opéra-Comique[6]
- Pilar : Hélène Demellier
- Ramon : Paul Séveilhac
- Pedro : Thomas Salignac
- Père de Ramon et Pedro : Félix Vieuille
- Orchestre dirigé par François Ruhlmann